# Дрязги (станция)
Дря́зги — железнодорожная станция в Усманском районе Липецкой области. Станция относится к Юго-Восточной железной дороге, располагается в поселке Дрязги. В 6 км от станции находится село Октябрьское.
Недалеко от станции находится автобусная остановка, от которой можно уехать в Липецк, Грязи, Усмань и села Бреславка и Пластинки.
Станция обслуживает только электропоезда.

## Пассажирское движение
За сутки через станцию проходят две пары поездов Грязи — Воронеж. В воскресенье станцию также проходит одна пара поездов Мичуринск — Воронеж.